# اللؤلؤة نيوز
موقع قناة اللؤلؤة الفضائية «اللؤلؤة نيوز» أنشأ في العام 2013 يتبع قناة تلفزيونية بحرينية تابعة للمعارضة بدأت البث من العاصمة البريطانية لندن في العام 2011، ولها مكاتب تمثيلية في لبنان وفلسطين وتختص بنقل أخبار مملكة البحرين بالإضافة إلى الأخبار العربية والدولية.
ويأتي موقع “قناة اللؤلؤة” مكملاً حيث يعتمد الموقع الأخباري على بث الأخبار والتقارير على مدار الساعة لمواكب تسارع الأحداث في البحرين والمنطقة.

## التحديات
حجبت السلطات البحرينية في أغسطس 2013 الوصول إلى موقع قناة اللؤلؤة الفضائية بعد فترة وجيزة من افتتاحه، وفي العام 2016 اغلقت السلطات أيضًا 6 نطاقات بديلة أطلقتها القناة.
في يونيو 2021، استولى مكتب التحقيقات الفيدرالي ومكتب الصناعة والأمن الأمريكي على نطاق موقع قناة اللؤلؤة، حيث ظهرت رسالة على الصحفات الرئيسية تشير إلى العقوبات الأمريكية مع أختام لمكتب التحقيقات الفدرالي ووزارة التجارة الأمريكية.
غرّد حساب موقع قناة اللؤلؤة على تويتر بأن الإدارة الأمريكية أستولت بطريقة غير قانونية على موقع قناة اللؤلؤة الفضائية، قبل أن يعود الموقع للعمل على نطاق جديد بعد ساعات من حظره.

## الشبكة الإلكترونية
ينشط موقع قناة اللؤلؤة على شبكات التواصل الإجتماعي المتعددة منها تويتر، إنستغرام، ويوتيوب  بالإضافة لحسابات خاصة بالقناة التلفزيونية وأخرى لبرامج القناة الإخبارية والسياسية والمنوعة
1. ↑  موقع قناة اللؤلؤة الفضائية، 2021 نسخة محفوظة 11 ديسمبر 2021 على موقع واي باك مشين.
2. ↑  التقرير السنوي لمنظمة فريدوم هاوس، للعام 2016 نسخة محفوظة 2021-05-26 على موقع واي باك مشين.
3. ↑  فرانس 24: الولايات المتحدة تغلق مواقع إلكترونية تابعة لعدد من وسائل الإعلام الإيرانية، 22 يونيو 2021 نسخة محفوظة 2021-06-29 على موقع واي باك مشين.
4. ↑  حساب موقع قناة اللؤلؤة على تويتر، 23 يونيو 2021 نسخة محفوظة 23 يونيو 2021 على موقع واي باك مشين.
5. ↑  موقع قناة اللؤلؤة الإلكتروني، يونيو 2021 نسخة محفوظة 2021-07-22 على موقع واي باك مشين.
6. ↑  الحساب الرسمي لموقع قناة اللؤلؤة على تويتر نسخة محفوظة 11 ديسمبر 2021 على موقع واي باك مشين.
7. ↑  الحساب الرسمي لموقع قناة اللؤلؤة على إنستغرام نسخة محفوظة 7 نوفمبر 2020 على موقع واي باك مشين.
8. ↑  قناة موقع قناة اللؤلؤة على يوتيوب نسخة محفوظة 13 ديسمبر 2021 على موقع واي باك مشين.